# Oxyrhachis jacobii
Oxyrhachis jacobii är en insektsart som beskrevs av Capener 1962. Oxyrhachis jacobii ingår i släktet Oxyrhachis och familjen hornstritar. Inga underarter finns listade i Catalogue of Life.